# Carlo Minoretti
Carlo Minoretti (ur. 17 września 1861 w Cogliate, zm. 13 marca 1938 w Genui) – włoski duchowny katolicki, kardynał, arcybiskup Genui.

## Życiorys
Święcenia kapłańskie przyjął w 1884. 6 grudnia 1915 został wybrany biskupem Cremy, 16 stycznia 1916 przyjął sakrę z rąk kardynała Andrei Ferrariego (współkonsekratorami byli biskupi Pietro Viganò i Giovanni Mauri). 16 stycznia 1925 przeszedł na arcybiskupstwo Genui. 16 grudnia 1929 Pius XI wyniósł go do godności kardynalskiej z tytułem prezbitera Sant’Eusebio.
Został pochowany w Katedrze San Lorenzo.